# انتخاب (رمان بزرگسال)
انتخاب (انگلیسی: The Selection) یک رمان بزرگسالان جوان نوشته کیرا کاس است که اولین بار در ۱۴ آوریل ۲۰۱۲ توسط هارپر کالینز منتشر شد. این اولین کتاب از یک مجموعه پنج کتابی است و به دنبال آن نخبگان (۲۰۱۳)، یک (۲۰۱۴)، وارث (۲۰۱۵) و تاج (۲۰۱۶) قرار دارند. دو مورد آخر بیست سال پس از وقایع سه کتاب اول رخ می‌دهند. علاوه بر این، چهار رمان اسپین‌آف منتشر شد. دو مورد اول شاهزاده و نگهبان از دیدگاه دو شخصیت فرعی روایت می‌شوند. ملکه و مورد علاقه پیش درآمدهایی هستند که روی دو شخصیت مکمل دیگر در سری اصلی تمرکز دارند. هر چهار رمان، همیشه در یک جلد جمع‌آوری شدند، شامل محتوای جایزه و پایان‌نامه‌ها. کیرا کاس، اظهار داشت که او پس از فکر کردن به تفاوت‌های بین استر و سیندرلا، شروع به نوشتن انتخاب کرد، و از خود می‌پرسید که آیا هر یک از آن‌ها از پایان کار راضی هستند. او همچنین اظهار داشت که کتاب را «از ابتدا تا انتها» نوشته است، در حالی که روند نوشتن او برای کتاب‌های دیگر متفاوت است.

## داستان
در یک دنیای آینده‌نگر، جامعه به کاست‌ها تقسیم می‌شود که یکی از آن‌ها مرفه‌ترین است که از خانواده‌های سلطنتی و نخبگان تشکیل شده است و هشت نفر عمدتاً یتیم/بی‌خانمان، مصرف‌کنندگان مواد مخدر، معلولان و بیکار هستند. اِمریکا سینگر یک هنرمند است (به عنوان مثال موسیقی‌دانان، هنرمندان، بازیگران، رقصندگان و غیره). از آنجایی که رفاه آن‌ها به مطلوبیت‌شان بستگی دارد، پنج تا از آن‌ها زندگی طبقه پایین‌تری دارند. اما ايمریکا اهمیتی نمی‌دهد، زیرا او از سرگرمی به خصوص با ویولن لذت می‌برد. شاهزاده ایلیا، ماکسون شریو، اعلام می‌کند که با برگزاری «انتخاب»، رقابتی برای ازدواج و تاج‌گذاری، راه پدرش را دنبال می‌کند. علیرغم فشار مادرش، اِمریکا هیچ علاقه‌ای به شرکت در این رقابت ندارد، زیرا او از قبل آسپن، همسایه و دوست پسر مخفی خود را دارد. پس از گفتگو با مادرش که به او اجازه می‌دهد بیشتر پس‌انداز خود را حفظ کند، اِمریکا تصمیم می‌گیرد آسپن را با شام در خانه درختی‌اش غافلگیر کند. این او را ناراحت می‌کند، زیرا او معتقد است که باید اِمریکا باشد تا او را تأمین کند، اما نمی‌تواند زیرا او یکی شش نفر است و هیچ وسیله‌ای برای انجام این کار ندارد، زیرا از قبل باید از مادر و خواهر و برادرش مراقبت کند. در پایان، آسپن تصمیم می‌گیرد از اِمریکا جدا شود. پایان رابطه آن‌ها، به علاوه رشوه از مادرش، ِمریکا را به ورود به انتخاب و بعداً وارد قصری می‌کند که در آن‌جا باید با سی و چهار دختر دیگر برای به دست آوردن قلب شاهزاده رقابت کند. همچنین کمک می‌کند که مدت اقامت او در قصر با کمک هزینه‌ای ناچیز برای خانواده‌اش ارسال شود. اِمریکا در اولین هفته اقامت خود به راحتی دوستان (مارلی تامز، چهار نفر و کشاورز) و دشمنان (سلست نیوسوم، دو و یک مدل) پیدا می‌کند، اما شخصیت منحصر به فرد او توجه کارکنان قصر و کشور را نیز به خود جلب می‌کند. او هنوز نمی‌خواهد با شاهزاده ماکسون ازدواج کند، اما یک ملاقات اتفاقی در باغ باعث می‌شود که آن‌ها با یکدیگر دوست شوند. اِمریکا هنوز آسپن را دوست دارد، اما او به تدریج عاشق شاهزاده می‌شود. ماکسون اولین بوسه خود را به اِمریکا می‌دهد و او به این فکر می‌کند که شاید بتواند با او ازدواج کند و آسپن را فراموش کند. شورشیان دائماً به کاخ حمله می‌کنند، که به دور کردن رقبای ضعیف کمک می‌کند، اما اوضاع را خراب‌تر می‌کند، به‌خصوص زمانی که به نظر می‌رسد شورشیان در حال نزدیک‌تر شدن هستند. وقتی اِمریکا نسبت به وقت گذرانی ماکسون با منتخب دیگر حسادت می‌کند، اوضاع در رقابت نیز سخت‌تر  می‌شود. اِمریکا در نهایت وقتی آسپن را به عنوان عضو جدید گارد وارد کاخ می‌کنند، دوباره می‌بیند. او به ارتش فراخوانده شد و در آنجا افتخارات عالی کسب کرد. ظاهر آسپن احساسات اِمریکا را بیشتر گیج می‌کند و وقتی او برای دیدن آسپن به اتاقش می‌رود، احساس می‌کند هنوز عاشق اوست. داشتن رابطه عاشقانه با فردی غیر از شاهزاده در طول مسابقه خیانت محسوب می‌شود و مجازات خیانت می‌تواند به سختی مرگ باشد. اِمریکا با وجود پیامدهای احتمالی، آسپن را می‌بیند. پس از حمله شورشیان که منجر به ترک سه نفر از منتخبین می‌شود، شاهزاده ماکسون تصمیم می‌گیرد دختران را از ده نفر به شش نفر محدود کند و آن‌ها را نخبگان خطاب کند. وقتی نام اِمریکا در میان شش نفری که برای ماندن انتخاب شده‌اند به پایان می‌رسد، او متوجه می‌شود که احساساتی نسبت به ماکسون دارد و می‌تواند خود را با او خوشحال ببیند. با در نظر گرفتن این موضوع، او به آسپن می‌گوید که نمی‌تواند روابط عاشقانه آن‌ها را ادامه دهد. آسپن به جای اینکه دلسرد شود، ادعا می‌کند که حتی سخت‌تر خواهد جنگید تا دوباره عشق او را به ماکسون جلب کند. این کتاب در حالی به پایان می‌رسد که اِمریکا در نهایت متوجه می‌شود که دقیقاً همان‌جایی است که باید باشد، در میان نخبگان.

## شخصیت‌ها
- اِمریکا سینگر - مانند موهای قرمزش، اِمریکا در مفهوم نگرش سرکشی دارد. او تمایل به خلق و خوی کوتاهی دارد که آن را از مادرش به ارث برده است. علیرغم اینکه اِمریکا می‌گوید هیچ مهارت رهبری ندارد، نمی‌ترسد که نظرش را بگوید. به عنوان مثال، زمانی که کاخ مورد حمله شورشیان جنوبی قرار گرفت، سیلویا به خدمتکاران اِمریکا دستور داد که برای منتخبان غذا و نوشیدنی بیاورند. اما اِمریکا به او گفت که دختران می‌توانند از خود مراقبت کنند و به آن دستور داد که فقط برای خانواده سلطنتی غذا تهیه کند. او گاهی اوقات بسیار سرسخت و پیگیر است و ممکن است خیلی زود نتیجه بگیرد. او همچنین می‌تواند ریاکار باشد، اما اگر ثابت شود اشتباه می‌کند همیشه عذرخواهی خواهد کرد. بزرگترین ترس اِمریکا در هنگام ورود به انتخاب شدن، از دست دادن فردیت خود بود، چیزی که دیگر دختران منتخب برای تصاحب تاج و تخت از آن دست می‌کشیدند. به‌طور کلی، اِمریکا فرد بسیار شجاعی است که در پایان روز، همیشه اشتباهاتی که ممکن است باعث شده باشد را متوجه شود و برای اصلاح همه چیز دست به هر کاری خواهد زد. او همیشه از دست دادن کسی که دوستش دارد می‌ترسد.
  - پرنس ماکسون – وقتی اِمریکا برای اولین بار ماکسون را در تلویزیون دید، معتقد بود که او فردی کم عمق و گیر افتاده است. بنابراین، هنگامی که او را برای اولین بار ملاقات می‌کند، نیت او را اشتباه می‌فهمد و او را در کشاله ران زانو می‌زند. با این حال، ماکسون او را می‌بخشد و بعداً متوجه می‌شود که او در واقع بسیار مهربان است. این دو در نهایت با هم دوست شدند، صحبت کردند، رازها را به اشتراک گذاشتند و با هم سرگرم شدند. اِمریکا او را راهنمایی کرد تا پادشاهی خود را بهتر درک کند و به طبقات پایین کمک کند. ماکسون اِمریکا را به خاطر اراده قوی، شجاعت، مهربانی و احساس شرافتش تحسین می‌کند. در ابتدای انتخاب شدن، او اشاره می‌کند که می‌خواهد در کنار او باشد تا این ویژگی‌ها بر او ساییده شود. او صداقت و راستی را دوست دارد و به‌طور خاص از اِمریکا خواست که به او و تصمیماتش اعتماد کند و همیشه با او راحت باشد. او دوست ندارد مردم در زندگی شخصی او دخالت کنند (مخصوصاً در هنگام انتخاب که دوربین‌ها تمام مراحل او را دنبال می‌کنند) یا وقتی نخبگان با یکدیگر در مورد کارهایی که او با آن‌ها انجام می‌دهد یا نمی‌دهد غیبت می‌کنند.
    - آسپن لگر – اِمریکا را دوست دارد و قصد دارد در نهایت با او ازدواج کند، اما می‌داند که بهتر است برای کمک به خانوادهاش وارد انتخاب شود. اِمریکا به‌طور مداوم آسپن را در چندین بخش از رمان در ذهن خود دارد. او رابطه‌ای که اِمریکا با ماکسون دارد را اغلب به دلیل گذشته پیچیده‌ای که با اِمریکا دارد زیر سؤال می‌برد. پس از اینکه اِمریکا برای انتخاب، انتخاب شد، به ارتش فراخوانده می‌شود و در آنجا افتخارات عالی را در کلاس خود کسب می‌کند و سپس به عضوی از گارد سلطنتی در کاخ ارتقا می‌یابد.
    - مارلی تامز – یکی از اعضای نخبگان و بهترین دوست اِمریکا. مارلی برای اولین‌بار با اِمریکا سینگر ملاقات می‌کند که آن‌ها به سمت کاخ می‌روند. این دو به سرعت با هم دوست می‌شوند و به خوبی با هم کنار می‌آیند. پس از اولین قرار ملاقات مارلی با شاهزاده ماکسون، مارلی علاقه خود را به شاهزاده از دست می‌دهد اما به دلایل شخصی نمی‌خواهد انتخاب را ترک کند.
    - سلست نیوزوم – یکی از اعضای نخبگان، او به عنوان یک مدل کار می‌کرد. سلست، نسبت به رقبای طبقه پایین‌تر مانند اِمریکا و مارلی احساس برتری دارد. او با اعتماد به نفس و مغرور است، می‌داند چگونه از زیبایی خود استفاده کند و حاضر است برای پیروزی دست به هر کاری بزند، حتی قوانین انتخاب را زیر پا بگذارد. او یکی از منتخبین را تحریک می‌کند تا به او سیلی بزند، که باعث می‌شود آن‌ها از رقابت اخراج شوند (زیرا خشونت علیه سایر رقبا خلاف قوانین است). او از تاکتیک‌های دیگری استفاده می‌کند تا سایر اعضای منتخب را رد صلاحیت کند.
    - کریس امبرز – یکی از اعضای نخبگان است.
    - الیز ویکس – یکی از اعضای نخبگان است. او روابط خانوادگی با آسیای جدید دارد، کشوری که ایلیا با آن در جنگ است.
    - ناتالی لوکا – یکی از اعضای نخبگان است. او را کسی می‌دانند که سرش را در ابرها گذاشته است.
    - کلارکسون شریو – پادشاه ایلیا و پدر ماکسون، اغلب او را سختگیر می‌دانند. وقتی عصبانی می‌شود، دخترها می‌ترسند. اِمریکا از او متنفر است.
    - آمبرلی شریو – ملکه ایلیا و مادر ماکسون. او اهل هندوراگوئه است و چهار ساله بود تا اینکه در پایان دوره انتخاب با پادشاه کلارکسون ازدواج کرد. اِمریکا او را مهربان توصیف می‌کند. همه‌ی مردم او را دوست دارند.
    - خانواده اِمریکا − شالوم (نقاش)، مادگا (نوازنده)، کنا (در اصل پنج ساله که با مردی به نام جیمز اوردرز ازدواج کرد و در حال حاضر باردار است)، کوتا (هنرمندی که در خانواده خود غریبه است)، می (نقاش)، و جراد (نوزاد خانواده که هنوز شغلی انتخاب نکرده است).

## برخورد
هفتگی ناشران با ستایش شخصیت اِمریکا، نقد مثبتی برای این کتاب ارائه کرد. مجله کتابخانه مدرسه، ام تی وی، و فهرست کتاب همگی نقدهای مثبتی برای انتخاب ارائه کردند، در حالی که در مقابل، Kirkus Reviews رمان را بررسی کرد. این کتاب برنده جایزه کتاب جوان هوزیر ۲۰۱۷ (مدرسه متوسطه) شد.

## حواشی
در ۱۲ ژانویه ۲۰۱۲، نقدی تک ستاره از کتاب کاس، انتخاب، در سایت نقد کتاب گودریدز و در وبلاگ منتقدان قرار گرفت. بعداً در همان روز، النا راث، نماینده ادبی کیرا کاس، مجموعه‌ای از توییت‌های تحقیرآمیز را در سایت شبکه اجتماعی توییتر منتشر کرد. در مکالمه‌ای که کاس و راث معتقد بودند خصوصی بود - اما در واقع عمومی بود - راث نام داوران را صدا زد و راث و کاس هر دو در مورد بهترین روش برای کاهش نظرات منفی و افزایش نظرات مثبت با دستکاری خود سیستم رتبه‌بندی، با یکدیگر همکاری کردند. این جنجال باعث شد که مقاله ای توسط Publishers Weekly علیه این عمل صحبت کند و اعتراض چندین منتقد، وبلاگ‌نویس و نشریه را علیه آزار سایبری منتقدان غیرحرفه‌ای توسط نویسندگان و عوامل برانگیخت.

## سازگاری‌ها
در سال ۲۰۱۲، کاس اعلام کرد که سی‌دابلیو حقوق سریال او را با هدف تبدیل آن به سریال تلویزیونی انتخاب کرده است. در این سریال، ایمی تیگاردن در نقش اِمریکا سینگر حضور داشت، اما این نقش سریال برای پاییز ۲۰۱۲ انتخاب نشد. نقش دوم برای سی‌دابلیو در سال
۲۰۱۳ سفارش داده شد، با بازی یائل گروبگلاس به عنوان همان شخصیت اما همچنین توسط شبکه انتخاب نشد. در سال ۲۰۱۵، برادران وارنر اعلام کرد که حقوق فیلم این کتاب را خریداری کرده است. دنیس دی نووی و آلیسون گرینسپن از دی نووی پیکچرز در کنار پویا شهبازیان و کتی لاوجوی برای نوشتن فیلمنامه تولید، کمک خواهند کرد. در آوریل ۲۰۲۰، اعلام شد که نتفلیکس اولین کتاب را اقتباس خواهد کرد. همان‌طور که در مقاله ورایتی گفته شد، این فیلم قرار است توسط هیفا المنصور، فیلمساز عربستانی سعودی کارگردانی شود، که قبلاً با نتفلیکس در سال ۲۰۱۸ در Nappily Ever After شریک شده بود. پویا شهبازیان و دنیز دی نووی قرار است تولید کنند و مارگارت فرنچ آیزاک به عنوان تهیه کننده اجرایی فعالیت کند.